# 関川秀雄
関川 秀雄（せきがわ ひでお、1908年12月1日 ‐1977年12月16日）は、日本の映画監督。

## 人物
1908年12月1日、新潟県佐渡郡（現・佐渡市）の地主の家の四男に生まれる。旧制佐渡中学在学中は画家に憧れていた。卒業後、旧制新潟高校に入学して中退。
劇映画『ひろしま』（日教組プロ、1953年）でベルリン映画祭長編劇映画賞受賞。記録映画『鉄路に生きる』（1951年）が1952年ヴェネツィア国際映画祭教育科学部門第2位。また、児童向け劇映画『トランペット少年』（東映教育映画部、1955年）が第9回エディンバラ国際映画祭で受賞。
戦争孤児を描いた『第二の人生』、学徒兵を描いた反戦映画『日本戦歿学生の手記 きけ、わだつみの声』、砂川の立川基地拡張反対闘争を描いた『爆音と大地』など社会意識の強い作品が多い一方、刑事ドラマ、少年探偵団シリーズなどの映画もつくり、娯楽作品でも腕を振るった。記録映画の分野でも、透徹した演出を見せた。『鉄路に生きる』をつくった経験を買われて、国鉄職員の一家を描いた劇映画『大いなる旅路』でメガホンをとった。
PCLからの叩き上げの東宝の監督だったが、東宝争議の後に退社し、東横映画、後身の東映、独立プロ、松竹などで活躍した。
テレビでは1967年4月8日から9月29日まで放送された『白い巨塔』を演出。1967年4月6日から同年9月28日まで放送された連続テレビドラマ『あゝ同期の桜』の何本かを演出。
実兄は、国鉄の鉄道運転局長や北海道総局長を務めた関川行雄で、新幹線の導入にも関わった人物であった。この縁から、関川の元で助監督を務めていた佐藤純弥は『新幹線大爆破』の制作にあたり、関川行雄に話を聞きに行ったという。

## 映画人として

### PCL・東宝時代
- 1936年、上京してPCLの助監督となる[1]。同期に黒澤明と丸山誠治。『田園交響曲』『家庭日記　前篇』などで製作主任。
- 1944年、東宝の記録映画『大いなる翼・三菱重工業篇』で監督に昇進[8]。
- 1946年、『明日を創る人々』（東宝）を黒澤明、山本嘉次郎と共同監督。
- 1947年、『地下街二十四時間』（東宝）を今井正、楠田清と共同監督。
- 1948年、『第二の人生』（東宝）を単独で監督。
- 1949年、児童向け劇映画『名探偵ヒロシ君』（脚本・丸山章治、東宝教育映画）でメガホンをとった後、フリーで理研映画などで活躍する。同年、『育ち行く村』（理研映画）、沼崎勲、田中筆子主演の劇映画『くちびるに歌をもて』を監督。同年、東横映画で反戦映画『日本戦歿学生の手記 きけ、わだつみの声』のクランクイン。

### フリー時代

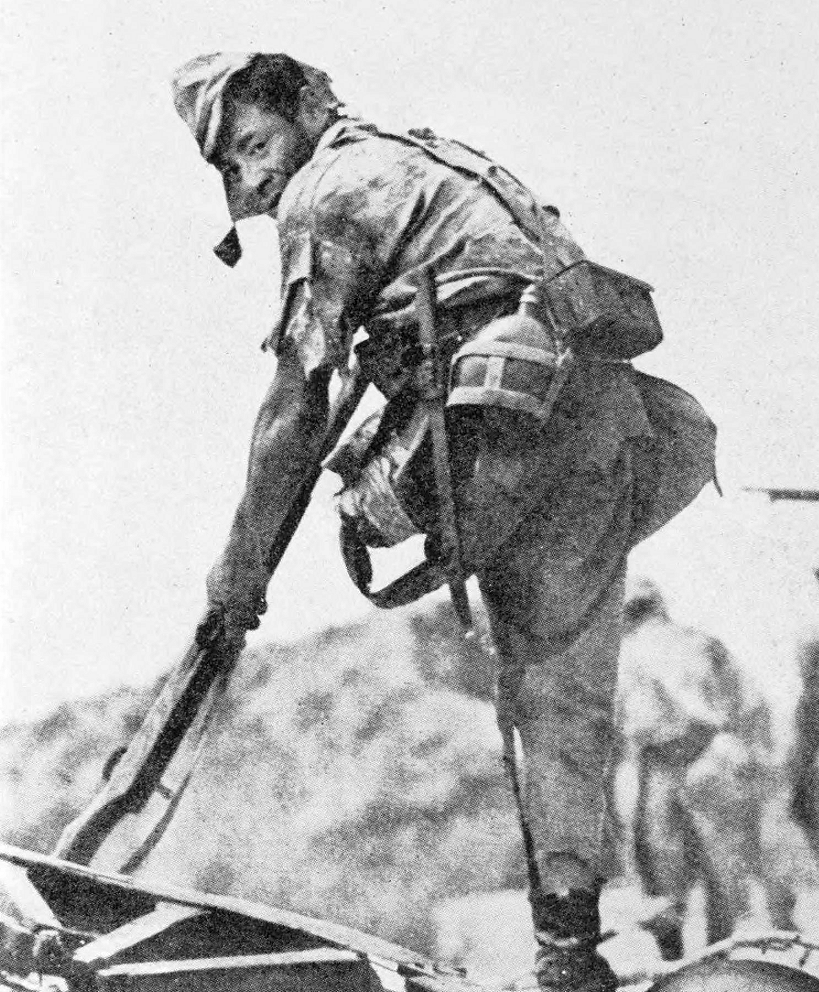
『日本戦歿学生の手記 きけ、わだつみの声』（1950年）

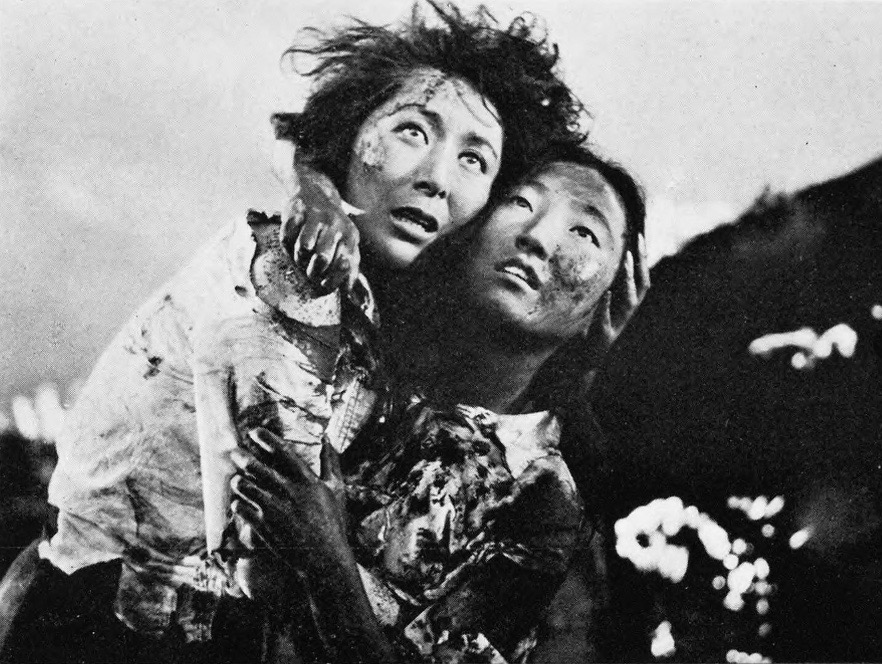
『ひろしま』（1953年）

- 1950年6月15日、『日本戦歿学生の手記 きけ、わだつみの声』が公開される。続けて、『戦火を越えて』（大泉映画＝第一協団）、『軍艦すでに煙なし』（新映画）が公開される。
- 1951年1月、『映画新潮』1月号に前年に日本公開されたロベルト・ロッセリーニ監督の映画『無防備都市』の感想を書いたエッセイ「鉛色の苦痛--無防備都市の分析」を発表[9]。同年、高木彬光原作のミステリー『わが一高時代の犯罪』（東映）、檀一雄原作の時代劇『真説石川五右衛門』（東映）公開。記録映画『鉄路に生きる』監督。
- 1952年、『終戦秘話 黎明八月十五日』（東映）公開。同年、記録映画『鉄路に生きる』がヴェネツィア国際映画祭教育科学部門第2位。
- 1953年、『混血児』（蟻プロ）、『ひろしま』（日教組プロ）公開。
- 1954年、『狂宴』（製作＝近代映画協会、配給＝北星映画）公開。記録映画『つばめを動かす人たち』監督。
- 1955年、『トランペット少年』（東映教育映画部）公開。第9回エディンバラ国際映画祭で受賞。教育映画『希望を我等に』監督。同年、『ひろしま』（日教組プロ）でベルリン国際映画祭長編劇映画賞を受賞。

### 東映を足場に
- 1956年、教育映画『川は見ている』、『野口英世の少年時代』（東映教育映画部）、『警視庁物語　追跡七十三時間』（東映）監督。『キネマ旬報』通号152号にエッセイ「児童劇映画の経験と感想」を発表[10]。
- 1957年、『警視庁物語　白昼魔』、『少年探偵団　かぶと虫の妖奇』、『少年探偵団　鉄塔の怪人』、『爆音と大地』（以上、東映東京）を監督、記録映画『あたらしい北京』（日中文化交流協会）の構成を担当。
- 1958年、『乱撃の七番街』、『季節風の彼方に』（以上、東映東京）、『福沢諭吉の少年時代』（東映教育映画部）監督。
- 1959年、『獣の通る道』、『国際スリラー映画　漂流死体』、『静かなる兇弾』（以上、東映東京）監督。
- 1960年、『大いなる旅路』、『少年漂流記』、『続少年漂流記』、『大いなる驀進』（以上、東映東京）監督。記録映画『鉄道開通88周年記念映画　日本の動脈』（東映教育映画部）監修。
- 1961年、『わが生涯は火の如く』（ニュー東映東京）、『モーガン警部と謎の男』（東映東京）監督。
- 1962年、『あの空の果てに星はまたゝく』（東映東京）監督。
- 1963年、『東京アンタッチャブル 脱走』、『鬼検事』（東映東京）監督。
- 1965年、『ひも』、『流れ者仁義』（以上、東映東京）監督。
- 1966年、記録映画『国鉄　21世紀をめざして』（学研映画）、『一万三千人の容疑者』（東映東京）、『藤猛物語　ヤマト魂』（創映プロ）監督。
- 1968年、『いれずみ無残』、『新・いれずみ無残』（松竹大船）監督。
- 1969年、劇映画『超高層のあけぼの』（日本技術映画）監督。
- 1972年、教育映画『女の子の躾け方』（学研映画）監督。